# 山野恭介
山野 恭介（やまの きょうすけ、1992年5月6日 - ）は、大分県別府市出身の元プロ野球選手（投手）。右投右打。NPBでは育成選手であった。2014年から2018年まで広島東洋カープの打撃投手を務めていた。

## 経歴

### プロ入り前
小学1年生から野球を始める。1学年上の今宮健太とは幼稚園の頃からの幼馴染で、小学校から高校まで今宮と同じチームでプレーした。
明豊高等学校では1年秋からベンチ入りし、第81回選抜高等学校野球大会では2回戦・花巻東高校戦で甲子園初登板。第91回全国高等学校野球選手権大会では2試合に中継ぎで登板し、146km/hを記録した。準々決勝で再び花巻東高校と対戦すると、5回途中から好救援を見せるが、9回に追いつかれて今宮にマウンドを譲って降板、チームも敗れた。2年秋からはエースとして九州大会ベスト8まで進んだほか、3年春の九州大会で準優勝。最後の夏は全国高等学校野球選手権大分大会準優勝に終わった。
2010年10月28日のドラフト会議において、広島東洋カープから育成1巡目で指名され、入団。

### プロ入り後
2012年3月29日、日本プロ野球機構と独立リーグ連絡協議会の間で合意された「NPB選手派遣制度」によって香川オリーブガイナーズに派遣されることが発表され、2012年の1シーズン在籍した。香川では先発投手として16勝を挙げ、リーグの最多勝投手となり、四国アイランドリーグ年間MVPを獲得した。
2013年10月1日、広島東洋カープから戦力外通告を受けた。10月31日、自由契約公示された。

### 現役引退後
引退後の2014年から広島の打撃投手。2017年のWBCでは日本代表の打撃投手として帯同している。
愛知県北部を拠点として活動する「愛知Fsヤング」（旧愛知北フィールドスターズ）のチームアドバイザーに就任。
2024年9月時点では佐賀県の解体工事業の株式会社井手解体実業の社員として勤務。同社が立ち上げ、会社の同僚でもある北方悠誠が監督を務める中学生の軟式野球チーム「佐賀IKベースボールクラブ」でコーチとして指導に携わっている。

## 詳細情報

### 年度別投手成績
- 一軍公式戦出場なし

### 独立リーグでの投手成績
| 年 度     | 球 団     | 登 板 | 完 封 | 勝 数 | 敗 数 | セ ｜ ブ | 勝 率 | 投 球 回 | 与 四 球 | 与 死 球 | 奪 三 振 | 自 責 点 | 防 御 率 | 三 振 率 |
| --------- | --------- | ----- | ----- | ----- | ----- | -------- | ----- | -------- | -------- | -------- | -------- | -------- | -------- | -------- |
| 2012      | 香川      | 26    | 1     | 16    | 4     | 0        | .800  | 138.1    | 38       | 6        | 89       | 39       | 2.54     | 5.79     |
| 通算：1年 | 通算：1年 | 26    | 1     | 16    | 4     | 0        | .800  | 138.1    | 38       | 6        | 89       | 39       | 2.54     | 5.79     |

- 各年度の太字はリーグ最高

### 独立リーグでのタイトル
- MVP：1回 （2012年）
- 最多勝利：1回 （2012年）

### 背番号
- 125 （2011年 - 2013年）
- 11 （2012年） ※香川オリーブガイナーズでの背番号
- 106 （2014年 - 2018年）